# Pelerinus
Pelerinus is een geslacht van rechtvleugeligen uit de familie sabelsprinkhanen (Tettigoniidae). De wetenschappelijke naam van dit geslacht is voor het eerst geldig gepubliceerd in 1906 door Bolívar.

## Soorten
Het geslacht Pelerinus omvat de volgende soorten:
- Pelerinus alienus Brunner von Wattenwyl, 1878
- Pelerinus collinus Henry, 1940
- Pelerinus monticolus Henry, 1940
- Pelerinus planicolus Henry, 1940
- Pelerinus rostratus Brunner von Wattenwyl, 1878